# Sav-Heol (ketch)
Pour les articles homonymes, voir Sav-Heol (homonymie).
Le Sav-Heol (appelé à son lancement La Fourmi) est un coquillier à voile à deux mâts, construit en 1958 au chantier Auguste Tertu du Fret sur la presqu'île de Crozon. Son immatriculation ancienne est : BR 267625 ( quartier maritime de Brest). Il est l'un des coquilliers à voile de l'A.S.P.M.F (Association pour la sauvegarde du patrimoine maritime du Fret).

## Histoire
Il a été construit pour le patron pêcheur François Mélennec de L'Hôpital-Camfrout. Il est racheté en 1981 par Trémeur Le Gall et rebaptisé Sav-Heol. Il servira durant 10 ans pour la pêche en rade de Brest à partir du port de Plougastel-Daoulas.
En 1991, son moteur est retiré, et il continue à naviguer à la voile et participe à de nombreuses manifestations maritimes, comme Brest 2000, où il est regréé en sloop, ou la Cutty Sark Tall Ships Race, en 2002 à Brest. C'est désormais un ketch à voiles à corne facilitant sa navigation à un seul homme.